# Tempel
Tempel, es una serie de televisión alemana transmitida desde el 29 de noviembre de 2016 hasta ahora, por medio de ZDFneo.
La serie fue creada por Henning Heup, Manuel Meimberg y Uwe Urbas, y ha contado con la participación invitada de actores como Frederick Lau, Isolda Dychauk, Ole Eisfeld, entre otros...

## Historia
Mark Tempel vive en Berlín con su familia, pero es un hombre frustrado y con ira con muchas preocupaciones monetarias, Temple se ve obligado a dejar su pasión, el boxeo. Mark pronto se encuentra en medio de una difícil situación, mientras intenta distinguir el bien del mal.

## Personajes

### Personajes principales
| Actor                | Personaje     | Ocupación                         | Episodios | Duración        |
| -------------------- | ------------- | --------------------------------- | --------- | --------------- |
| Ken Duken            | Mark Tempel   | Boxeadro                          | 6         | 2016 - presente |
| Antje Traue          | Eva           | Acompañante / Pareja de Mark      | 6         | 2016 - presente |
| Arnel Taci           | Mehmet        | -                                 | 6         | 2016 - presente |
| Aleksandar Jovanovic | Milan         | -                                 | 6         | 2016 - presente |
| Chiara Schoras       | Sandra Tempel | Amante de Mehmet / Esposa de Mark | 6         | 2016 - presente |
| Michelle Barthel     | Juni Tempel   | Hija de Mark y Sandra             | 6         | 2016 - presente |
| Thomas Thieme        | Jakob         | -                                 | 5         | 2016 - presente |

### Personajes secundarios
| Actor               | Personaje     | Ocupación | Episodios | Duración        |
| ------------------- | ------------- | --------- | --------- | --------------- |
| Hiltrud Hauschke    | Frau Emi Lada | -         | 3         | 2016 - presente |
| Isolda Dychauk      | Natascha      | -         | 3         | 2016 - presente |
| Oleg Tikhomirov     | Goran         | -         | 3         | 2016 - presente |
| Maximilian Brauer   | Adrian        | -         | 3         | 2016 - presente |
| Max Schimmelpfennig | Sami          | -         | 3         | 2016 - presente |

## Episodios
La primera temporada de la serie está conformada por 6 episodios.

## Producción
La serie fue creada por Henning Heup, Manuel Meimberg y Uwe Urbas, cuenta con el director Philipp Leinemann.
En el guion cuenta con los escritores Heup, Meimberg, Urbas y Conni Lubek.
Es producida por Urbas y Beatrice Kramm, junto con los editores comisionados Bastian Wagner y Nele Willaert.
La música está a cargo de Boris Bojadzhiev, mientras que la cinematografía es realizada por Christian Stangassinger y la edición está en manos de Nils Landmark.
La serie es filmada en Berlín, Alemania.
Cuenta con la compañía de producción "Polyphon Film-und Fernsehgesellschaft", otra compañía que ha participado en la serie es "Adag Film Services"-
En el 2017 la serie será distribuida por "ZDFneo" a través de la televisión Alemana.